# 주먹쥐고 소림사
《주먹쥐고 소림사》는 SBS TV의 예능 프로그램이며 2015년 10월 17일부터 2016년 1월 23일까지 방송되었다.

## 주요 인물

### 출연진
- 북소림사팀 : 김병만, 육중완, 박철민, 김풍, 온주완, 이정신
- 남소림사팀 : 김병만, 육중완, 최정윤, 유이, 故 구하라, 페이, 임수향, 하재숙, 오정연

## 시청률
- AGB 닐슨 미디어리서치

| 회차          | 방송 일자        | 전국 시청률(증감치) |
| ------------- | ---------------- | ------------------- |
| 설 특선       | 2014년 1월 30일  | 9.7%                |
| 추석 특선 1회 | 2014년 9월 9일   | 6.2%                |
| 추석 특선 2회 | 2014년 9월 10일  | 6.7%                |
| 1회           | 2015년 10월 17일 | 7.8%                |
| 2회           | 2015년 10월 24일 | 7.9%                |
| 3회           | 2015년 10월 31일 | 7.5%                |
| 4회           | 2015년 11월 7일  | 8.5%                |
| 5회           | 2015년 11월 28일 | 6.6%                |
| 6회           | 2015년 12월 5일  | 5.8%                |
| 7회           | 2015년 12월 12일 | 7.9%                |
| 8회           | 2015년 12월 19일 | 7.4%                |
| 9회           | 2015년 12월 26일 | 6.1%                |
| 10회          | 2016년 1월 2일   | 7.6%                |
| 11회          | 2016년 1월 9일   | 6.3%                |
| 12회          | 2016년 1월 16일  | 5.9%                |
| 13회          | 2016년 1월 23일  | 6.0%                |

## 같이 보기
- 토요일이 좋다
  - 오! 마이 베이비 (1부 프로그램)
- 우리 결혼했어요
- 무한도전 (경쟁 프로그램)
- 불후의 명곡: 전설을 노래하다 (경쟁 프로그램)